# Тамаї Місао
Місао Тамаї (яп. 玉井操, нар. 16 грудня 1903, Префектура Хьоґо — пом. 23 грудня 1978) - японський футболіст, що грав на позиції нападника.
Виступав, зокрема, за команду Університету Васеда, а також національну збірну Японії.
Помер 23 грудня 1978 року на 76-му році життя.

## Виступи за збірну
У 1927 року дебютував в офіційних матчах у складі національної збірної Японії. У формі головної команди країни зіграв 2 матчі, забивши 1 гол.